# Günther Uhlig

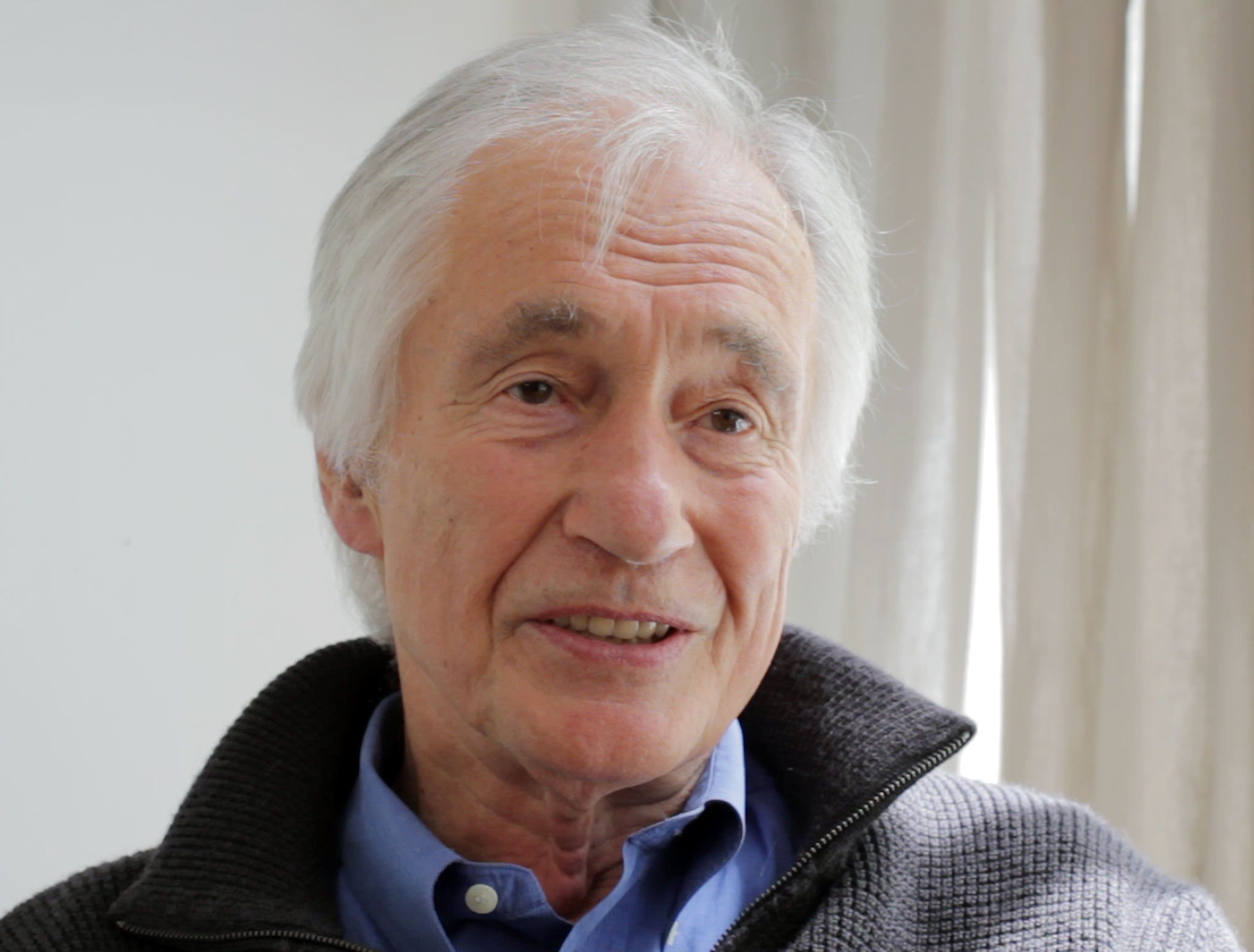
Günther Uhlig, 2014

Günther Uhlig (* 11. Juli 1937 in Königsberg an der Eger; † 19. November 2021) war ein deutscher Architekt und Hochschullehrer, Autor und Architekturtheoretiker sowie Mitherausgeber von Arch+, Zeitschrift für Architektur und Urbanismus.

## Leben
Günther Uhlig studierte Architektur, Städtebau und Sozialwissenschaften an der TH München, TU Berlin und FU Berlin. 1972 wurde er wissenschaftlicher Assistent, später Akademischer Rat am Lehrstuhl für Planungstheorie der Architekturabteilung der RWTH Aachen. 1981 promovierte er zum Thema Kollektivmodell Einküchenhaus. Wohnreform und Architekturdebatte zwischen Frauenbewegung und Funktionalismus und legte mit seiner Promotionsschrift eine Diskursanalyse vor. Er schuf damit zugleich ein Standardwerk, auf das sich diverse weitere Veröffentlichungen beziehen.
Er war von 1980 bis 1982 Berater des Bausenators für die Internationale Bauausstellung Berlin. 1984 bis 2003 lehrte Uhlig als Professor am Lehrstuhl für Wohnungsbau, Siedlungswesen und Entwerfen an der Fakultät für Architektur der Universität Karlsruhe (TH). Er war 1987 bis 1992 Vorsitzender des Deutschen Werkbunds Baden-Württemberg und seit 1992 Vertreter der deutschen Hochschullehrer, Bereich Architektur und Planung im Beratenden Ausschuss der Europäischen Kommission in Brüssel. 1991 gründete er das Büro für Stadtforschung, Planung und Architektur in Karlsruhe mit dem Arbeitsschwerpunkt Stadtentwicklungsplanung. Von 1994 bis 2000 war er Mitglied im wissenschaftlichen Beirat des Leibniz-Instituts für Raumbezogene Sozialforschung (IRS), von 1999 bis 2001 leitender Architekturredakteur der italienischen Architekturzeitschrift Domus. Nach seiner Emeritierung erhielt Uhlig Lehraufträge an der Staatlichen Hochschule für Gestaltung HfG, Karlsruhe (2002), an der Bergischen Universität Wuppertal (2003–2004), sowie an der Technischen Universität Darmstadt (2005–2006).
Günther Uhlig lebte und arbeitete in Köln. Er starb 2021 im Alter von 84 Jahren und wurde auf dem Kölner Melaten-Friedhof in der Grabstätte seines Freundes Klaus Novy beigesetzt.

## Schriften
- Günther Uhlig: Stadtplanung in der Weimarer Republik, sozialistische Reformaspekte. in: Christian Borngräber u. a. (Hrsg.): Wem gehört die Welt, Kunst u. Gesellschaft in d. Weimarer Republik. [Katalog; Staatl. Kunsthalle Berlin, 21.8. – 23.10.1977] / Berlin: Neue Ges. für Bildende Kunst 1977
- Juan Rodriguez-Lores, Günther Uhlig (Hrsg.): Werkberichte PT, reprint aus: Das neue Frankfurt / die neue Stadt (1926 - 1934). Mit ergänzenden Beiträgen von dem CIAM Kongressen Frankfurt a. M. (1929) und Brüssel (1930). Aachen: Lehrstuhl zur Planungstheorie der RWTH Aachen 1977
- Günther Uhlig: Zur Geschichte des Einküchenhauses. In: Lutz Niethammer (Hrsg.): Wohnen im Wandel. Beiträge zur Geschichte des Alltags in der bürgerlichen Gesellschaft. Hammer, Wuppertal 1979, ISBN 3-87294-142-9.
- Klaus Novy, Günther Uhlig: „Wirtschaftsarchäologische“ Bemühungen zur Vielfalt verschütteter Formen der Gegenökonomie. In: H.-J. Wagener (Hrsg.): Demokratisierung der Wirtschaft. Möglichkeiten und Grenzen im Kapitalismus. Campus Verlag, Frankfurt a. M./New York 1980, ISBN 978-3-593-32799-0.
- Klaus Novy, Günther Uhlig: Stadt-Land-Wirtschaft. Begründungsdilemma eines wirtschaftlichen Städtebaues am Beispiel des Werks Martin Wagners. in: Bauwelt 71 (1980), (Stadtbauwelt 65)
- Klaus Novy, Günther Uhlig: Bauhüttenbewegung in der Weimarer Republik. in: Rainer Nitsche (Hrsg.): Häuserkämpfe 1872, 1920, 1945, 1982. Berlin: Transit-Buchverlag 1981, ISBN 978-3-88747-004-3
- Günther Uhlig: Kollektivmodell „Einküchenhaus“. Wohnreform und Architekturdebatte zwischen Frauenbewegung und Funktionalismus 1900–1933. Werkbund Archiv 6, Anabas Verlag, Gießen 1981, ISBN 3-87038-075-6
- Klaus Novy, Günther Uhlig: Zu diesem Heft – Baugenossenschaften zwischen Tradition und Aufbruch, in: Stadtbauwelt, 75 (1982), S. 1460–1461, ISSN 0005-6855
- Klaus Novy, Günther Uhlig: Wohnungsbaugenossenschaften ohne Genossenschaftskultur?, in: Stadtbauwelt, 75 (1982), S. 1474–1481, ISSN 0005-6855
- Klaus Novy, Günther Uhlig: Die Wiener Siedlerbewegung 1918–1934, Fotodokumentation zum konsequentesten Beispiel genossenschaftlicher Selbsthilfe im Wohnungskampf nach dem 1.Weltkrieg. Ausstellungskatalog, Aachen, 1982
- Klaus Novy, Günther Uhlig: Zur Organisationsdynamik wohnungspolitischer Selbsthilfeinitiativen – Eine Problemskizze zur Geschichte lokaler Wohnungspolitik in Deutschland. in: Evers, Adalbert u. a. (Hrsg.): Kommunale Wohnungspolitik. Basel u. a.: Birkhäuser Verlag 1983, S. 335–354, ISBN 3-7643-1495-8
- Günther Uhlig (Hrsg.): Berlin. Von der Mietskaserne zum Ökohaus, Materialien zur Stadtbaugeschichte und zum Wohnungsbau als Stadterweiterung und Stadterneuerung 1860–1984. Karlsruhe: Selbstverlag, Lehrstuhl für Wohnungsbau, Siedlungswesen und Entwerfen, Universität Karlsruhe (TH) 1984
- Günther Uhlig, Dirk Förster, Internationale Bauausstellung Berlin (Hrsg.): IBA Berichtsjahr '84. Idee, Prozess, Ergebnis. Programm der Ausstellungen, Kongresse, Symposien. Berlin: IBA 1984
- Günther Uhlig: Sozialräumliche Konzeption der Frankfurter Siedlung. in: Heinrich Klotz, deutsches Architekturmuseum Frankfurt am Main (Hrsg.): Ernst May und das neue Frankfurt 1925–1930. Berlin: Ernst 1986, ISBN 3-433-02254-2
- Günther Uhlig, Michael Peterek: 60 years of Siedlung Dammerstock, a Building Site of Modernism. in: Zodiac 5. A review for Contemporary Architecture. Milano: Edizioni di Comunità 1988
- Günther Uhlig: Die Modernisierung von Raum und Gerät. in: Michael Andritzky (Hrsg.) Oikos – von der Feuerstelle zur Mikrowelle, Haushalt und Wohnen im Wandel. Katalogbuch, Gießen: Anabas 1992, ISBN 3-87038-169-8
- Günther Uhlig: Les Projets d'urbanisme sous la Republique de Weimar. in: J. Dethier und A. Guiheux (Hrsg.): La ville, art et architecture en Europe : 1870–1993, exposition présentée du février au 9 mai 1994 dans la grande galerie du Centre Georges Pompidou. Katalog zur Ausstellung, Paris: Centre Georges Pompidou 1994, ISBN 2-85850-743-0
- Hans Kollhoff, Günther Uhlig (Hrsg.): Metropolitane Region – Projekte der internationalen Sommerakademie für Architektur, Karlsruhe, 1990. Konzeption und Leitung Hans Kollhoff und Günther Uhlig,  Springer Vieweg 1994, ISBN 978-3-322-84170-4.
- Ulrike Zophoniasson-Beierl (Redaktion) mit Peter Degen, Frank Gehry, Zaha Hadid, Francoise-Helene Jourda, Alessandro Mendini, Gunter Pfeifer, Gunther Uhlig, and Christopher Valentin (Essays): Stadt und Industriekultur: Internationaler Workshop – Vitra/Weil am Rhein, 17.–20. April 1991/Urbanism and Industrial Culture Industry and Urban Culture: International Workshop – Vitra/Weil am Rhein, April 17-20, 1991. 1992, ISBN 0-8176-2724-3.
- Günther Uhlig; Niklaus Kohler; Lothar Schneider: Fenster – Architektur und Technologie im Dialog. Vieweg, Wiesbaden, 1994, ISBN 3-528-08810-9
- Günther Uhlig (Hrsg.): Südraum Leipzig – eine Region im Wandel, Ergebnisse der 3. Regionalkonferenz und des Teamwettbewerbs 1994, Leipzig: Schäfer
- Peter Stürzebecher, Günther Uhlig: Tony Garnier. Industrie und Stadt / Une Cité Industrielle 1899–1904/1917 und Albert Constanti. Transformation 1998–2000. Berlin: Aedes 2000
- Peter Stürzebecher, Günther Uhlig, Sigrid Ulrich: Harbourpolis. 15 schools of architecture, Hamburg. 52 projects for the 4th international Bülau competition 2003, 52 Entwürfe für den 4. internationalen Bülau-Wettbewerb 2003, 52 projets du 4e Concours international Bülau 2003. Paris: Ed. Place 2003, ISBN 2-85893-743-5
- Günther Uhlig: Munitionsfabrik – Würfel – ZKM. Erinnerung an drei gigantische Projekte. in: R. Funck, M. Heck, P. Weibel (Hrsg.): Das ZKM Karlsruhe. Die Anfänge der Zukunft. Paderborn: Wilhelm Fink Verlag 2014, ISBN 978-3-7705-5853-7
- Günther Uhlig im Gespräch mit Annette Rudolph-Cleff und Leonhard Schenk: Mehr Freude vermitteln, in: Der Architekt / Bund Deutscher Architekten, BDA, 02/2017, Düsseldorf: planet c GmbH, ISSN 0003-875X